# دینامیک غشا
یکی از ویژگی‌های برجسته تمامی غشاهای بیولوژیک انعطاف‌پذیری آن‌ها یعنی توانایی آن‌ها برای تغییر شکل بدون از دست دادن یکپارچگی و نشست پذیر شدن آن‌ها است. اساس این ویژگی، میان کنش‌های غیر کوالان میان لیپیدهای موجود در غشای دولایه و آزادی حرکات فردی لیپیدها می‌باشند چراکه آن‌ها به‌طور کوالان به یکدیگر متصل نیستند.
- لیپیدها در غشای بیولوژیک می‌توانند به حالت سیال-منظم یا سیال-نامنظم وجود داشته باشند. در حالت دوم، جنبش‌های دمایی زنجیره‌های آسیل باعث مایع شدن قسمت داخلی دولایه می‌شود. این مایع بودن به‌وسیله دما، ترکیب اسید چرب و محتوای استرولی تحت تأثیر قرار می‌گیرد.
- انتشار فلیپ-فلاپ لیپیدها بین لایه‌های خارجی و داخلی غشاها بسیار آهسته است مگر اینکه توسط فلیپازها، فلاپازها یا اسکرمبلازها به‌طور اختصاصی کاتالیز شود.
- لیپیدها و پروتئین‌ها می‌توانند به‌صورت جانبی در سطح غشا انتشار یابند، اما این تحرک توسط میان کنش‌های پروتئین‌های غشایی با ساختار اسکلت سلولی داخلی و میان کنش لیپیدها با رفت‌وآمدهای لیپیدی محدودشده است. یک نوع از رفته‌ای لیپیدی از اسفنگولیپیدها و کلسترول همراه با یک سری از پروتئین‌های غشایی تشکیل یافته‌اند که توسط GPI به قسمت‌های آسیل اسیدهای چرب بلند زنجیر متصل شده‌اند.
- کاوئولین یک پروتئین اینتگرال است که با لایه‌ی داخلی غشای پلاسمایی در ارتباط بوده و باعث ایجاد انحنا به‌طرف داخل برای ایجاد کاوئولا می‌شود که احتمالاً در انتقال غشایی و انتقال پیام نقش دارند.
- پروتئین‌های اختصاصی دارای دمین های BAR باعث ایجاد انحنای موضعی غشایی شده و واسطه‌ی ادغام دو غشا هستند. که ادغام همراه فرایندهایی مانند آندوسیتوز، اگزوسیتوز و تهاجم ویروسی مشاهده می‌گردد.
- اینتگرین‌ها پروتئین‌های غشایی پلاسمایی هستند که در اتصال سلول‌ها به یکدیگر و حمل پیام بین ماتریکس خارج سلولی و سیتوپلاسم فعالیت دارند.[۱]